# Keifer Sykes
Pour les articles homonymes, voir Sykes.
Keifer Jerail Sykes, né le 30 décembre 1993 à Chicago dans l'Illinois, est un joueur américain de basket-ball évoluant au poste de meneur et mesurant 1,79 m.

## Biographie

### Université
Il évolue quatre saisons pour les Phoenix de Green Bay (en).
Ayant terminé son cursus universitaire, il est automatiquement éligible à la draft NBA 2015. Il n'est pas sélectionné.

### Carrière professionnelle

#### Pacers de l'Indiana (2021-2022)
Il signe, en décembre 2021, un contrat en faveur des Pacers de l'Indiana. Il est coupé le 6 avril 2022.

## Distinctions personnelles
- KBL All-Star (2017)
- 2× Horizon League Player of the Year (2014, 2015)
- 3× First-team All-Horizon League (2013–2015)
- 2× AP Honorable mention All-American (2014, 2015)